# Городское поселение Красногорский
Городское поселение Красногорский — муниципальное образование (городское поселение) в составе Звениговского района Марий Эл Российской Федерации.
Административный центр поселения — пгт Красногорский.

## История
Статус и границы городского поселения установлены Законом Республики Марий Эл от 18 июня 2004 года № 15-З «О статусе, границах и составе муниципальных районов, городских округов в Республике Марий Эл».

## Население
| 2010   | 2011    | 2012    | 2013    | 2014  | 2015  | 2016  |
| ------ | ------- | ------- | ------- | ----- | ----- | ----- |
| 10 295 | ↘10 281 | ↘10 158 | ↘10 049 | ↘9989 | ↘9971 | ↘9796 |
| 2017   | 2018    | 2019    | 2020    | 2021  | 2023  |       |
| ↘9674  | ↘9505   | ↘9268   | ↘9261   | ↗9279 | ↘9140 |       |

## Состав поселения
В состав городского поселения входят 11 населённых пункта:
| №  | Населённый пункт | Тип населённого пункта      | Население |
| -- | ---------------- | --------------------------- | --------- |
| 1  | Илеть            | посёлок                     | ↘462      |
| 2  | Кирпичный        | посёлок                     | ↘92       |
| 3  | Кожласола        | село                        | ↘1635     |
| 4  | Красногорский    | пгт, административный центр | ↘6049     |
| 5  | Кушнур           | деревня                     | ↘202      |
| 6  | Озерки           | деревня                     | ↘111      |
| 7  | Ошутъялы         | деревня                     | ↘84       |
| 8  | Ташнур           | деревня                     | ↘291      |
| 9  | Трубный          | посёлок                     | ↘522      |
| 10 | Энервож          | деревня                     | ↘102      |
| 11 | Янашбеляк        | деревня                     | ↘95       |

## Достопримечательности
Близ деревень Ошутъялы и Озерки находится ряд археологических памятников, в том числе поселение поздней бронзы Ошутьялы III.